# جوما (أسطورة)
جوما (بالإنجليزية: Juma)‏ جوما في الأساطير الفنلندية هو رب السماء والرعد والبرق. وكلمة جوما تعني حرفيا «السماوي» ولكنها استخدمت أيضا لتشير إلى أرواح الأرض والريح والماء. كما يشار إلى جوما بمعنى «العظيم».